# NGC 6663
NGC 6663 ist eine Balken-Spiralgalaxie vom Hubble-Typ Sc im Sternbild Leier am Nordsternhimmel. Sie ist schätzungsweise 317 Millionen Lichtjahre von der Milchstraße entfernt.
Das Objekt wurde am 29. Mai 1887 von dem Astronomen Edward D. Swift entdeckt.